# Копыто

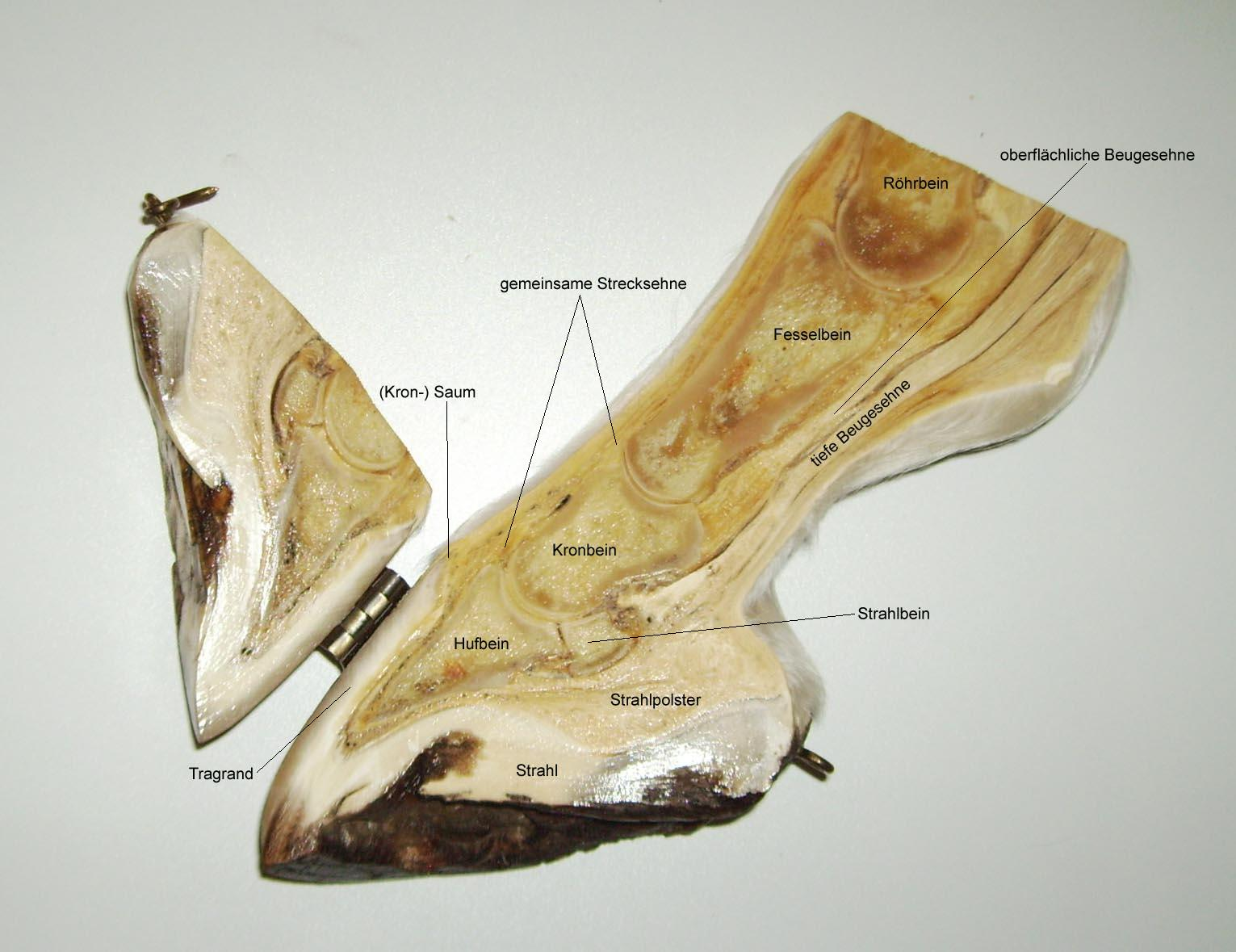
Разрез лошадиного копыта

Копы́то — твёрдое роговое образование вокруг дистальных пальцевых фаланг копытных млекопитающих. Для парнокопытных принят термин копытце. В анатомическом отношении копыта соответствуют ногтям у человека. Копыто является модифицированной кожей, у которой отсутствует нижний слой, а эпидермис превращён в мозоль. Патологии копыт изучает ветеринарная ортопедия.
К копыту разные авторы относят либо роговой башмак копыта и все структуры, заключенные внутри него, либо только производные кожи (ороговевший эпидермис, дерма и подкожная клетчатка).
Копыта имеют большое значение для здоровья животных, особенно непарнокопытных. Они несут вес животного и амортизируют ударную силу каждого шага или скачка, предотвращая повреждения суставов. Копыто не только делает возможным снабжение конечности кровью при сильной нагрузке, но и усиливает его.

## Анатомия копыта

### Роговой башмак
На роговом башмаке копыта выделяют следующие области:
- роговую кайму, расположенную в верхней части башмака копыта и прилегающую к венчику;
- роговую стенку копыта, покрывающую его дорсальную и боковые поверхности;
- роговую подошву копыта;
- роговую стрелку[5].

У зародышей и новорождённых жеребят копыта покрывает капсула из эпонихия. Её называют "лиственной капсулой" или "перьями",лат. Capsula ungulae decidua. Это покрытие спадает с копыт, когда жеребёнок встаёт на ноги и начинает ходить.

## Эволюционные аспекты
Копыта возникали в процессе эволюции млекопитающих неоднократно и независимо. Так, у неродственных лошадям тоатериев, обитавших в Южной Америке с раннего миоцена до позднего плиоцена, были однопалые конечности, имеющие копыта, сходные с копытами лошадей. У современных парно- и непарнокопытных копыта возникли также независимо.

## Подковывание
Копыта лошадей, несущих высокие нагрузки или обладающих слабыми копытами, нуждаются в защите — подковывании. При подковывании стальная (реже — алюминиевая либо пластиковая) подкова прикрепляется к роговому башмаку копыта подковными гвоздями (которые называются ухнали) или иным способом.
В настоящее время безопасность подков для лошадей поставлена под сомнение.
Подкова не даёт копыту выполнять природную функцию амортизатора и насоса, увеличивая таким образом ударную нагрузку на суставы и препятствуя правильному кровообращению. Тем не менее, подковы широко применяются для спортивных лошадей и активно используются для лечения различных заболеваний.
Ханс-Дитер Кербер в своей книге «Болезни копыт и ковка лошадей» отмечает, что «ковка негативно влияет на копыто, поэтому она не должна применяться без надобности. Негативное влияние ковки необходимо уменьшать с помощью регулярного ухода за копытами».
Николай Вячеславович Зеленевский в своем труде «Анатомия лошади» отмечает что «подковочные гвозди связывают пяточные части копыта и препятствуют их расширению. Это приводит к нарушению функции копыта как периферического насоса для крови и лимфы, вызывая отеки в области кисти и стопы».